# Sonneborn
Sonneborn település Németországban, azon belül Türingiában. Lakosainak száma 1211 fő (2023. december 31.).

## Népesség
A település népességének változása:
| Lakosok száma | 1185 | 1173 | 1159 | 1194 | 1211 |
|               | 2017 | 2019 | 2021 | 2022 | 2023 |